# Eugenio de Ligne (1804-1880)
Eugenio, VIII Príncipe de Ligne (Eugène François Charles Joseph Lamoral de Ligne d'Amblise et d'Epinoy) (28 de enero de 1804 - 20 de mayo de 1880) fue un noble, diplomático y político liberal de origen belga que ostentó los títulos de Príncipe de Ligne, Príncipe de Épinoy y Príncipe de Amblise y la dignidad de grande de España junto con la jefatura de la Casa de Ligne, una de las familias nobles más prestigiosas de Europa.

## Biografía
Eugenio nació en Bruselas, Bélgica, el 28 de enero de 1804, siendo hijo del príncipe Luis Eugenio de Ligne y de su esposa, Luisa van der Noot, condesa de Duras. 
Luego de la muerte de su abuelo, Carlos José, el 13 de diciembre de 1814, Eugenio se convirtió en el VIII Príncipe de Ligne y heredó una gran fortuna (incluyendo 6000 hs en Bélgica). 
Además de su campo de Beloeil, poseía en la capital belga un hotel, situado frente al Parque Real de Bruselas, en la intersección de la rue Royale y rue des Colonies donde el Príncipe daba regularmente recepciones y bailes. De gira en Bélgica con su orquesta vienesa, Johann Strauss toco en varios valses organizados por el príncipe de Ligne.
Cuando falleció en 1880, a los 76 años de edad, en su residencia de Bruselas, el príncipe Eugenio era uno de los hombres más ricos de Bélgica. Su fortuna se dividió entre los hijos y nietos de sus tres matrimonios sucesivos. Su nieto Luis, IX Príncipe de Ligne, recibió el campo de Beloeil. Mientras que a su hijo menor, Carlos, le fueron dados el castillo y las tierras de Antoing.

## Carrera diplomática y política
Durante la Revolución belga de 1830, fue una de los nobles que, en vano, trataron de convencer al príncipe Guillermo de no entrar con sus tropas en Bruselas. El príncipe de Ligne luego regresó a su campo de Beloeil. Según una popular leyenda, se dice que Eugenio era un candidato al trono del nuevo país, o por lo menos que los revolucionarios le habrían ofrecido la corona, aunque esto nunca fue confirmado.
Él príncipe de Ligne no estaba en sintonía con la fundación de Bélgica, lo que demostró claramente en 1834, cuando junto con otros hombres nobles, partidarios de la Casa de Orange, incluyendo a su padrastro Georges Trazegnies, se suscribió entre los donantes para la compra de sementales Tervuren, que habían pertenecido al príncipe de Orange, con el fin de ofrecercelos nuevamente. La ira popular contra esa medida fue manifestada por el saqueo de su residencia en Bruselas. En señal de protesta, Eugenio se retiró a Viena. 
No fue sino hasta 1837 que el príncipe de Ligne se reconcilió con el pueblo de Bélgica. El rey Leopoldo I estaba agradecido por lo que inmediatamente lo nombró representante belga en la coronación de la reina Victoria en Londres.
A pesar de su polémica actuación en los primeros años de la fundación de Bélgica, el príncipe Eugenio tuvo una distinguida carrera diplomática y política. Desde 1842 hasta el derrocamiento del rey Luis Felipe, en 1848, fue embajador de Bélgica en Francia, cargo que sólo una persona rica podía llevar a cabo sin problemas financieros ya que en ese momento, el servicio diplomático exigía una vida social muy activa durante su estancia en París.
De vuelta en Bélgica en 1848, el príncipe Eugenio fue elegido senador. Fue el presidente del Senado de Bélgica durante 27 años, desde el 25 de marzo de 1852 hasta el 18 de julio de 1879. En 1856, el Príncipe de Ligne representó al rey de los belgas en la coronación del zar Alejandro II de Rusia en Moscú. En 1863, el rey Leopoldo I le concedió el título honorífico de Ministro de Estado. También fue presidente de la Sociedad Central de la Agricultura Belga.
Durante su carrera política, el príncipe Eugenio fue uno de los partidarios más fuertes de liberalismo constitucional. Pero el liberalismo, cada vez más anticlerical, se negó a seguirlo. En 1879, el Príncipe de Ligne votó en contra de la ley escolar en educación primaria por lo que debió renunciar a la presidencia del Senado y a su mandato como senador.

## Matrimonios y descendencia
Eugenio contrajo matrimonio el 12 de mayo de 1823, en La Rœulx, con Amelia de Conflans (18 de junio de 1802 - 31 de enero de 1833), hija de Carlos Luis de Conflans, Marqués de Armentiers (hijo del Mariscal de Francia Luis de Conflans, Marqués de Armentiers y de su segunda esposa, María Carlota de Saint-Nectaire) y de la princesa Amelia de Croÿ (hija del príncipe José de Croÿ, Duque de Havre y de la princesa Adelaida de Croÿ-Solre).
Fruto de este matrimonio nacieron dos hijos:
- Enrique (16 de octubre de 1824 - 27 de noviembre de 1871). Contrajo matrimonio el 30 de septiembre de 1851 con Margarita de Talleyrand-Périgord (hija de Ernesto Talleyrand, Conde de Périgord, y de María Luisa Lepelletier de Morfontaine); con descendencia:
  - Luis Eugenio, IX Príncipe de Ligne (18 de julio de 1854 - 27 de agosto de 1918). Contrajo matrimonio con su prima, Isabel de la Rochefoucald (1865-1946), hija de Sóstenes II de La Rochefoucauld (1825-1908), Duque de Bisaccia y Duque de Doudeauville, y de su tía, la princesa María Georgina de Ligne. Fue padre de una hija: María Susana de Ligne (1885-1971), la cual contrajo matrimonio el 27 de enero de 1906 con el príncipe Alejandro della Torre e Tasso (1881-1937), I Duque de Castel Duino, y tuvo descendencia.
  - María Mélanie (26 de noviembre de 1855 - 2 de abril de 1931). Contrajo matrimonio el 2 de junio de 1875 con Jorge Federico, Duque de Beaufort y Spontin (1843-1916); con descendencia.
  - Ernesto Luis, X Príncipe de Ligne (13 de enero de 1857 - 29 de junio de 1937). Contrajo matrimonio el 3 de enero de 1887 con Diana de Cossé-Brissac (1869-1950), hija de Gabriel Rolando de Cossé, Marqués de Brissac; con descendencia.
  - Eugenio (15 de diciembre de 1858 - 17 de junio de 1882). Soltero y sin descendencia.
  - Mauricio Bernardo (22 de diciembre de 1864 - 21 de diciembre de 1928). Nacido de una relación extramatrimonial de su padre con Sarah Bernhardt (1844-1923); casado con la princesa polaca María Jablonowska, tuvo con ella dos hijas, Simone (casada con Edgar Gross) y Lysiana (casada con Louis Verneuil).
- Luis (2 de marzo de 1827 - 13 de abril de 1845). Soltero y sin descendencia.

Luego de quedar viudo, contrajo segundas nupcias el 21 de julio de 1834, en Bruselas, con Natalia de Trazegnies (7 de septiembre de 1811 - 4 de junio de 1835), hija de Jorge Felipe, Marqués de Trazegnies y Conde del Sacro Imperio Romano Germánico (1762-1849), miembro del Congreso Nacional de Bélgica.
Con su segunda esposa tuvo una hija:
- Natalia (31 de mayo de 1835 - 23 de julio de 1863). Contrajo matrimonio el 15 de septiembre de 1853 con Rodolfo, XI Duque de Croÿ (1823-1902); con descendencia.

Viudo por segunda vez, el 18 de octubre de 1836 contrae matrimonio nuevamente, en Viena, con la princesa polaca Eduvigis Lubomirska (29 de junio de 1815 - 14 de febrero de 1895), hija del príncipe Enrique Lubomirski. 
De este tercer matrimonio nacieron cuatro hijos:
- Carlos (17 de noviembre de 1837 - 14 de febrero de 1895). Contrajo matrimonio el 1 de junio de 1876 con Carlota de Gontaut-Biron (1852-1933), hija de Carlos de Gontaut, marqués de Biron (1818-1871); con descendencia:
  - Una hija nacida muerta.
  - Enrique (29 de diciembre de 1881 - 15 de mayo de 1967). El 13 de abril de 1910 contrajo matrimonio con Carlota de La Trémoille (1892-1971), hija de Luis Carlos de La Trémoille y de Elena Pillet-Will. Fruto de su matrimonio nació un hijo: Juan Carlos de Ligne, Príncipe de La Trémoille (1911-2005).
- Eduardo (7 de febrero de 1839 - 17 de octubre de 1911). Contrajo matrimonio el 12 de marzo de 1874 con Eulalia de Solms-Braunfels (1851-1922); con descendencia:
  - Alberto (1874-1957).
- Isabel (15 de abril de 1840 - 11 de marzo de 1858). Soltera, sin descendencia.
- María Georgina (19 de abril de 1843 - 3 de marzo de 1898). El 8 de julio de 1862 contrajo matrimonio con Sóstenes II de La Rochefoucauld (1825-1908), Duque de Bisaccia y Duque de Doudeauville.

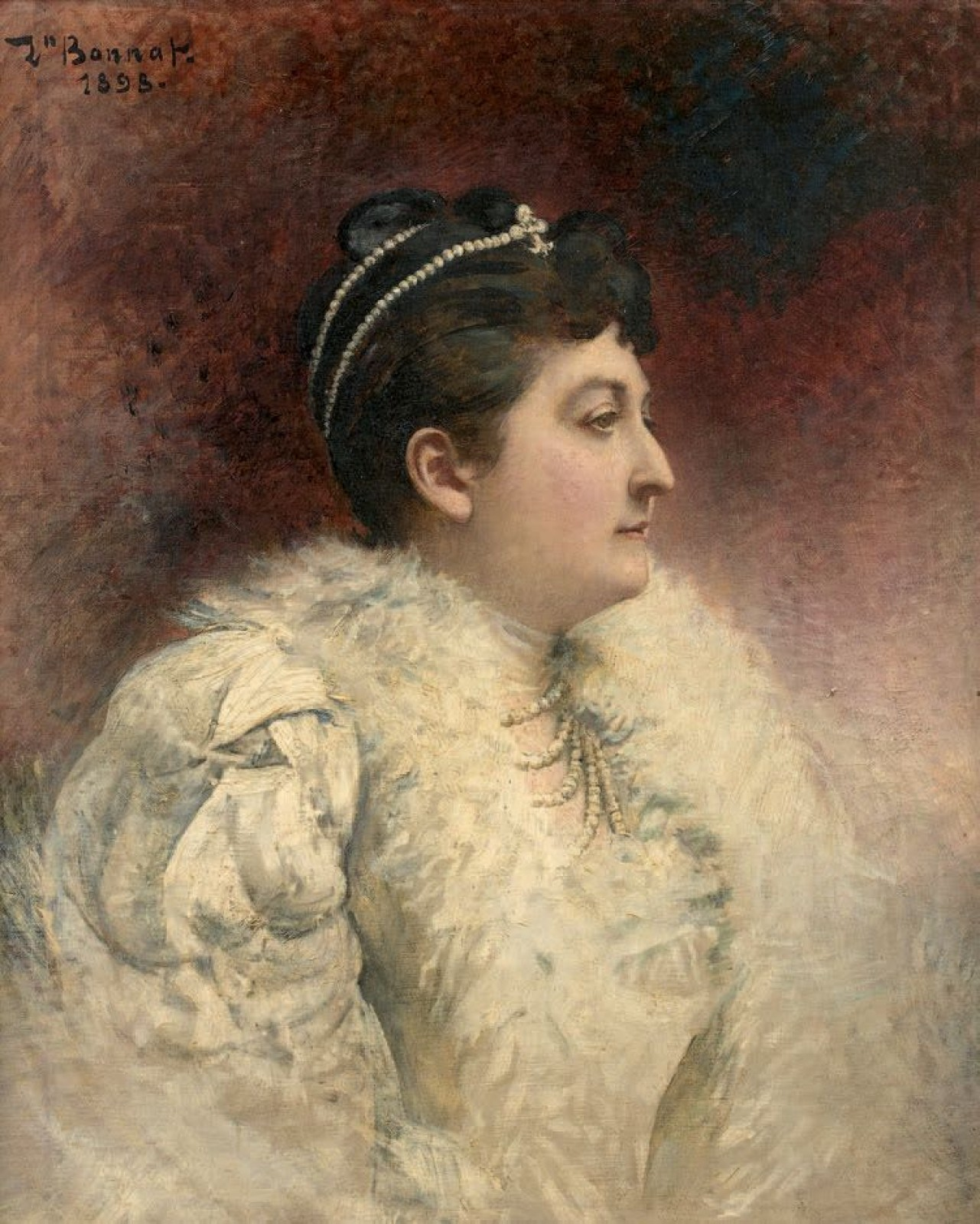
Su hija menor, la princesa María Georgina, en un retrato realizado por Leon Bonnat en 1899.

## Condecoraciones
- Bailío gran cruz de honor y devoción de la Orden de Malta ( Orden de Malta.
- Caballero de la Orden del Toisón de Oro ( España ).
- Gran cruz de la Legión de Honor ( Francia).
- Gran Cordón de la Orden de Leopoldo ( Bélgica).
- Caballero de la Orden del Águila Negra ( Prusia).
- Caballero de la Orden de San Jenaro.[1] ( Reino de las Dos Sicilias).
- Caballero gran cruz de la Orden de Pío IX ( Santa Sede).
- Caballero gran cruz de la Orden de San Miguel ( Baviera).
- Caballero de la Orden de San Huberto ( Baviera).
- Caballero gran cruz de la Orden de la Casa Ernestina de Sajonia (   Ducados Ernestinos).